# اچ‌ام‌اس ونسا (دی۲۹)
اچ‌ام‌اس ونسا (دی۲۹) (به انگلیسی: HMS Vanessa (D29)) یک ناوشکن کلاس V، متعلق به نیروی دریایی سلطنتی بریتانیا بود که در طول جنگ جهانی دوم به خدمت گرفته می شد. طول آن ۳۰۰ فوت (۹۱٫۴ متر) بود و در سال ۱۹۱۸ میلادی به دست William Beardmore and Company ساخته شده بود.